# Джай Сингх Канхайя
Джай Сингх Канхайя (в.-пандж. ਜੈ ਸਿੰਘ ਕਨ੍ਹੱਈਆ; 1712—1793) — основатель и первый лидер мисаля (клана) Канхайя до самой своей смерти. Его невестка, Сада Каур, наследовала ему в качестве главы мисаля Канхайя.

## Биография
Джай Сингх родился в деревне Кана, в 21 км к юго-западу от Лахора. Его отец, Хушал Сингх, был фермером и также продавал древесину и сено в Лахоре, и его семья имела скромное происхождение. Он был посвящен в Хальсу Навабом Капуром Сингхом и присоединился к джате Амар Сингха Кингры . В 1759 году его жена Десан Каур (которая была вдовой Джанды Сингха) родила его единственного сына и наследника Гурбакша Сингха.
Джай Сингх взял под свой контроль часть Риарки, включающую район Гурдаспура и верхние районы Амритсара. Его штаб-квартира переместилась из деревни его жены Сохиан, в 15 км от Амритсара, в Баталу и Мукериану. Под его контролем была территория по обе стороны рек Биас и Рави. Кази Нур Мухаммад, историк, писал в 1765 году, что Джай Сингх Канхейя расширил свою территорию до Парола, который находился в 70 км к юго-востоку от Джамму, и что он был союзником Джасса Сингха Рамгархии, с которым он разделил территорию Баталы. Вожди гор Нурпура, Датарпура и Сиба стали его данниками. В 1774 году Джай Сингх и Хакикат Сингх построили в Амритсаре базар под названием Катра Канхеян. В октябре 1778 года он сотрудничал с Маханом Сингхом Сукерчакией и Джассой Сингхом Ахлувалией, чтобы победить Джассу Сингха Рамгархию и сослать его в пустынные районы Ханси и Хисара. В 1781 году он возглавил экспедицию в Джамму с Хакикат Сингхом и получил дань от Бриджа Раджа Дева, правителя Джамму.